# البوذية والهندوسية

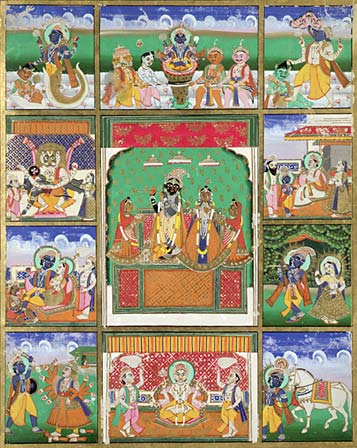

تمتلك كل من البوذية والهندوسية أصولًا مشتركةً في حضارة نهر الغانج في شمال الهند خلال ما يسمى بـ «التحضر الثاني» نحو 500 قبل الميلاد؛ إذ تشاركتا معتقدات متوازية لطالما كانت موجودة جنبًا إلى جنب، ولكنهما امتلكتا أيضًا اختلافات واضحة.
حققت البوذية مكانة بارزة في شبه قارة الهند، إذ حصلت على دعم المحاكم الملكية آنذاك، لكنها بدأت بالاضمحلال بعد حقبة جوبتا واختفت فعليًا من الهند في القرن الحادي عشر الميلادي، باستثناء بعض البؤر. استمر وجودها خارج الهند وأصبحت الدين الرئيسي في العديد من الدول الآسيوية.

## الأبانيشاد
يبدو أن بعض التعاليم البوذية قد صيغت استجابةً للأفكار المقدمة في الأبانيشاد القديمة، وتتفق معها في بعض الحالات، ولكن تنتقدها أو تعيد تفسيرها في حالات أخرى.
كان تأثير الأبانيشاد -أول نصوص الهندوس الفلسفية- على البوذية موضع نقاش بين الباحثين. إذ أنه في حين كان سارفيبالي راذاكريشنان وهيرمان أولدنبرج وكارل يوجين نيومان مقتنعين بالتأثير الأبانيشادي على الشريعة البوذية، سلط تشارلز إليوت وإدوارد ج. توماس الضوء على النقاط التي عارضت فيها البوذية الأبانيشاد.
ربما تأثرت البوذية ببعض الأفكار الأبانيشادية، لكنها تجاهلت ميولها الأرثوذكسية. تستعرض النصوص البوذية القديمة رفض طرق الخلاص باعتبارها «وجهات نظر ضارة». تأثرت مدارس الفكر الديني الهندي في وقت لاحق بهذا التفسير وبالأفكار الجديدة لتقاليد المعتقدات البوذية.

## الدعم الملكي
توجد أدلة مهمة على دعم الحكام الهنود لكل من البوذية والهندوسية في السنوات اللاحقة، بغض النظر عن الهويات الدينية للحكام. استمر الملوك البوذيون في تبجيل الآلهة الهندوسية ومعلمي الديانة الهندوسية، وبُنيت العديد من المعابد البوذية تحت رعاية الحكام الهندوس؛ ويعود السبب في ذلك إلى أن البوذية لم تعتبر أبدًا ديانة غريبة عن الديانة الهندوسية في الهند، بل اعتُبرت إحدى تفرعات الهندوسية العديدة. يظهر عمل كاليداسا زيادة شعبية الهندوسية على حساب البوذية. حل شيفا وفيشنو محل غوتاما بودا في بوغا الملكية بحلول القرن الثامن.

## أوجه التشابه

### المفردات الرئيسية
وافق بودا على العديد من المصطلحات المستخدمة بالفعل في المناقشات الفلسفية في عصره؛ ومع ذلك، فإن العديد من هذه المصطلحات تحمل معنىً مختلفًا في التقاليد البوذية. على سبيل المثال، يصور خطاب «سامانافالا سوتا، أو ما يُعرف بثمرة الحياة التأملية» (Samaññaphala Sutta) بودا خلال تقديمه لفكرة عن «المعارف الثلاث» (tevijja) - وهو مصطلح يستخدم أيضًا في التقليد الفيدي لوصف معرفة الفيدا على أنها ليست نصوصًا بل تجارب سبق أن خاضها. يقال إن «المعارف الثلاث» الحقيقية تشكلت من خلال عملية تحقيق التنوير، وهو الأمر الذي قيل إن بودا قد حققه في ساعات ليلة تنويره الثلاث.

### كارما
الكارما هي كلمة تعني الفعل أو النشاط وغالبًا ما تعني نتائج الفعل أو النشاط اللاحقة (وتسمى أيضًا كارما-فالا، «ثمار الفعل»). من المفهوم عمومًا أنه مصطلح يشير إلى دورة السبب والنتيجة (العلية) بأكملها كما هو موصوف في فلسفات عدد من علوم الكونيات، بما في ذلك الفلسفة البوذية والهندوسية.
تُعتبر الكارما جزءًا أساسيًا من التعاليم البوذية. حسب تعاليم بوذا، تُعتبر الكارما نتيجةً مباشرةً مقصودةً لكلمة الشخص و/ أو فكره و/ أو فعله في الحياة. حسب التعاليم البوذية، تشكل كلمات الشخص و/ أو تصرفاته أساس الكارما الجيدة والسيئة: يسير السيلا أو الأخلاقيات البوذية (السلوك الأخلاقي) جنبًا إلى جنب مع تطور التأمل والحكمة. تحمل التعاليم البوذية معنىً مختلفًا تمامًا عن مفاهيم الكارما ما قبل البوذية.

### دارما
يعني مصطلح دارما (القانون الطبيعي)، و(الواقع أو الواجب)، ويمكن اعتبارها طريق الحقائق العليا مع مراعاة أهميتها للروحانية والدين. تُسمى بالهندوسية ساناتاني دارما، والتي تترجم إلى «دارما الأبدية» نسبةً إلى الهندوسية نفسها. وبالمثل، فإنها تُسمى بالبوذية بودا دارما. يشكل المفهوم العام للدارما أساسًا للفلسفات والمعتقدات والممارسات الناشئة في الهند. أنواع الدارما الأربعة الرئيسية في الهند هي الدارما الهندوسية والدارما البوذية والدارما الجاينية (جاينا دارما) والدارما السيخية (السيخا دارما)، وجميعهم يحتفظون بمركزية الدارما في تعاليمهم. حسب ما سبق، تتقدم الكائنات التي تعيش في وئام مع الدارما بسرعة أكبر، وفقًا لتقاليد دارما يوكام، أو موكشا، أو نيرفانا (التحرير الشخصي). يمكن أن يشير مصطلح دارما عمومًا إلى الواجب الديني، ويعني أيضًا النظام الاجتماعي أو السلوك الصحيح أو الفضيلة.

### بودا
ظهر مصطلح «بودا» أيضًا في الكتب الهندوسية قبل ولادة غوتاما بودا؛ إذ يدعو الحكيم داكشا اللورد شيفا باسم بودا، في فايو بورانا.

### الرموز المتشابهة
- مودرا: وهو إيماء باليد بشكل رمزي تعبيرًا عن المشاعر. يظهر بودا في معظم الصور مؤديًا للمودرا.
- دارما شاكرا (عجلة دارما): يظهر هذا الرمز على العلم الوطني للهند وعلى علم العائلة المالكة التايلاندية، وهو رمز بوذي يستخدمه أعضاء الديانتين (البوذية والهندوسية).
- رودراكاشا: وهي الخرزات التي يستعملها المصلين والرهبان عادةً للصلاة.
- تيلاك: يقوم العديد من المصلين الهندوس بوضع علامات تيلاك على رؤوسهم، وتُفسر عادةً هذه العلامات على أنها العين الثالثة. تُعتبر إحدى العلامات المماثلة إحدى الخصائص المادية المميزة لبودا.
- سواستيكا (الصليب المعقوف) وساواستيكا: كلاهما رموز مقدسة. يمكن أن يكونا إما في اتجاه عقارب الساعة أو عكس اتجاه عقارب الساعة ويظهر كلاهما في الهندوسية والبوذية. يصور بوذا في بعض الأحيان مع رمز ساواستيكا على صدره أو راحتي يديه.[19]

### الممارسات المتشابهة

#### مانترا
تُعتبر المانترا مقطع لفظي ديني أو شعر، وعادة ما تكون من اللغة السنسكريتية. تختلف استعمالات المانترا وفقًا للمدرسة والفلسفة المرتبطة بها. تُستخدم المانترا بشكل أساسي باعتبارها معابر روحية أو كلمات أو اهتزازات ترسخ التركيز أحادي الاتجاه في المتعبد. وشملت استعمالاتها الأخرى الاحتفالات الدينية لجمع الثروة، أو تجنب الخطر، أو القضاء على الأعداء. وُجدت المانترا في الديانة الفيدية التاريخية، والزرادشتية والتقاليد السمنية، وبالتالي فهي ماتزال مهمة في البوذية والجاينية وكذلك الأديان الأخرى من أصل هندي مثل السيخية.

#### التأمل
هناك مجموعة من المصطلحات والأوصاف الشائعة للحالات التأملية التي تُعتبر أساسًا لممارسة التأمل في كل من اليوغا الهندوسية والبوذية. لاحظ العديد من الباحثين أن مفاهيم دايانا وسامادي –وهي المصطلحات الفنية التي تصف مراحل الاستيعاب التأملي- شائعة في الممارسات التأملية في كل من الهندوسية والبوذية. وأبرز ما في هذا السياق هو العلاقة بين نظام حالات دايانا البوذية وحالات سامبراجاناتا سامادي لليوغا الكلاسيكية. تُسمى أيضًا العديد من الممارسات (التبتية) مثل فاجرايانا لمرحلة التوليد ومرحلة الإنجاز تعمل مع الشاكرات، وقنوات الطاقة الداخلية «ناديس» (nadis) وكونداليني، باسم «تومو» (tummo) في التبتية.

## الاختلافات
على الرغم من أوجه التشابه في المصطلحات، توجد اختلافات بين الديانتين. لا يوجد أي دليل يثبت اشتراك البوذية على الإطلاق في التضحيات الفيدية أو الآلهة الفيدية أو الطبقية.